# Веселинівський район
Весели́нівський райо́н — колишній район у Миколаївській області. Районний центр: Веселинове. 19 липня 2020 року район було ліквідовано внаслідок адміністративно-територіальної реформи та включено до складу оновленого Вознесенського району.

## Загальні відомості
Веселинівський район розташований у північно-західній частині Миколаївської області, відстань від районного центру смт. Веселинове до м. Миколаєва — 84 км. Район межує (за годинниковою стрілкою) з Доманівським, Вознесенським, Новоодеським, Миколаївським, Березанським районами Миколаївської області та з Березовським районом Одеської області.
Район сполучений з обласним центром залізницею та автомобільними дорогами. На території району розміщені залізничні станції Колосівка (вузлова), Веселинове, Первенець, Новокатеринівка.
Веселинівський район характеризується теплим посушливим кліматом.
На території району протікають річки Чичиклія та Південний Буг. Рельєф місцевості в основному рівнинний.
Загальна площа району становить 1.2 тис. км². На території району є родовища корисних копалин місцевого значення.

## Історія
Утворений 26 березня 1939 року з центром у с. Веселиново у складі Одеської області, з сільрад районів:
- ліквідованого Карл-Лібкнехтівського району: всі сільради, крім Вормської, Зульцської, Гальбштатської, Шейнфельдської, К. Лібкнехтівської, Катеринентальської, Карл-Сруевської, Йоганестальської і радгоспу ім. Тельмана;
- Вознесенського району:  Веселинівська, Покровська, Ст.-Покровська, Ново-Воскресенська, Григорово-Гадючанська, Лубянська і Очаківська — останні без радгоспів ім. Луначарського і ім. Будьонного.

29 березня 1944 включений до складу Миколаївської області.
21 січня 1959 до району приєднана частина розформованого Мостівського району.
30 грудня 1962 розформований. Сільради перейшли:
- смт. Веселинове, Катеринівська, Миколаївська, Новосвітлівська, Петрівська, Покровська і Ставківська — до Вознесенського району;
- Колосівська, Кудрявцівська, Мостівська, Подільська, Порічанська і Яснопільська — до Доманівського району;
- Кубряцька і Широколанівська — до Миколаївського району.

Утворений знову 4 січня 1965 у складі Веселинівської селищної ради і Катеринівської, Миколаївської, Новосвітлівської, Петрівської, Подільської, Покровської та Ставківської сільрад Вознесенського району; Колосівської, Кудрявцівської та Порічанської сільрад Доманівського району, Кубряцької та Широколанівської сільрад Миколаївського району.
19 липня 2020 року — ліквідований. Став частиною Вознесенського району.

## Населення
Розподіл населення за віком та статтю (2001)
| Стать | Всього | До 15 років | 15-24 | 25-44 | 45-64 | 65-85 | Понад 85 |
| --- | ------ | ----------- | ----- | ----- | ----- | ----- | -------- |
| Чоловіки | 12 627 | 2871        | 1770  | 3787  | 2996  | 1167  | 36       |
| Жінки | 14 419 | 2605        | 1693  | 3756  | 3733  | 2456  | 176      |
| \| Статево-вікова піраміда \| Статево-вікова піраміда \| Статево-вікова піраміда \| \| ----------------------- \| ----------------------- \| ----------------------- \| \| Чоловіки \| Вік \| Жінки \| \| 36 \| 85 + \| 176 \| \| 62 \| 80-84 \| 224 \| \| 213 \| 75-79 \| 648 \| \| 404 \| 70-74 \| 814 \| \| 488 \| 65-69 \| 770 \| \| 810 \| 60-64 \| 1117 \| \| 497 \| 55-59 \| 698 \| \| 805 \| 50-54 \| 968 \| \| 884 \| 45-49 \| 950 \| \| 1024 \| 40-44 \| 977 \| \| 945 \| 35-39 \| 950 \| \| 920 \| 30-34 \| 913 \| \| 898 \| 25-29 \| 916 \| \| 801 \| 20-24 \| 774 \| \| 969 \| 15-20 \| 919 \| \| 1230 \| 10-14 \| 1075 \| \| 899 \| 5-9 \| 866 \| \| 742 \| 0-4 \| 664 \| |        |             |       |       |       |       |          |
| Статево-вікова піраміда |        |             |       |       |       |       |          |
| Чоловіки | Вік    | Жінки       |       |       |       |       |          |
| 36 | 85 +   | 176         |       |       |       |       |          |
| 62 | 80-84  | 224         |       |       |       |       |          |
| 213 | 75-79  | 648         |       |       |       |       |          |
| 404 | 70-74  | 814         |       |       |       |       |          |
| 488 | 65-69  | 770         |       |       |       |       |          |
| 810 | 60-64  | 1117        |       |       |       |       |          |
| 497 | 55-59  | 698         |       |       |       |       |          |
| 805 | 50-54  | 968         |       |       |       |       |          |
| 884 | 45-49  | 950         |       |       |       |       |          |
| 1024 | 40-44  | 977         |       |       |       |       |          |
| 945 | 35-39  | 950         |       |       |       |       |          |
| 920 | 30-34  | 913         |       |       |       |       |          |
| 898 | 25-29  | 916         |       |       |       |       |          |
| 801 | 20-24  | 774         |       |       |       |       |          |
| 969 | 15-20  | 919         |       |       |       |       |          |
| 1230 | 10-14  | 1075        |       |       |       |       |          |
| 899 | 5-9    | 866         |       |       |       |       |          |
| 742 | 0-4    | 664         |       |       |       |       |          |

Національний склад населення за даними перепису 2001 року:
| Національність | Кількість осіб | Відсоток |
| -------------- | -------------- | -------- |
| українці       | 24609          | 90,99 %  |
| росіяни        | 1407           | 5,20 %   |
| молдовани      | 493            | 1,82 %   |
| білоруси       | 83             | 0,31 %   |
| цигани         | 69             | 0,26 %   |
| німці          | 69             | 0,26 %   |
| інші           | 316            | 1,17 %   |

Мовний склад населення за даними перепису 2001 року:
| Мова       | Кількість осіб | Відсоток |
| ---------- | -------------- | -------- |
| українська | 25083          | 92,74 %  |
| російська  | 1480           | 5,47 %   |
| молдовська | 298            | 1,10 %   |
| вірменська | 39             | 0,14 %   |
| білоруська | 30             | 0,11 %   |
| інші       | 116            | 0,43 %   |

Населення району станом на січень 2015 року налічувало 23 380 осіб, з них міського — 8 095, сільського — 15 285 осіб.

## Соціальна сфера
На території Веселинівського району працюють відділення «ПриватБанку», «Райффайзен Банк Аваль», «Ощадного банку України», «Імексбанку».
Структура закладів культури складається з 24 клубних та 24 бібліотечних закладів, дитячої семирічної музичної школи та районного історико-краєзнавчого музею.
В селищі смт Веселинове функціонує районний стадіон «Колос» на 1,5 тисяч посадкових місць.

## Природно-заповідний фонд Веселинівського району

### Лісовий заказник
Варюшино.

### Гідрологічний заказник
Катеринівське водосховище.

### Гідрологічна пам'ятка природи
Зоряний.

## Туризм
Серед об'єктів туристичного інтересу доцільно виділити залишки татарського міста-фортеці Балаклея (в перекладі — «Рибне місце») (с. Покровка). Цитадель Балаклея відігравала таку саму роль тут, як Очаків у Дніпро-Бугському лимані, бо вартував прохід Чичиклією і Бугом, охороняв турецькі судна, кораблі, що ходили сюди за сировиною. Вважається, що в часи Золотої Орди місто було крупним торговельно-ремісницьким центром Золотої Орди в Північно-східному Причорномор'ї і тут розташовувалась західна ставка золотоординської ханів. Це підтверджується також монетами XIV століття, знайденими тут в великій кількості.
Значного економічного та культурного розвитку району надавали численні німецькі поселення, що почали виникати тут в кінці XVIII на початку XIX ст. Найбільшою німецькою колонією, так званого Березанського колоністського округу було поселення яке носило Ландау (нині — с. Широколанівка). Саме в Широколанівці залишилось найбільше пам'яток архітектури: церква Другої Пречистої (друга пол. XIX ст.), Кірха середини XIX ст., Будинок культури (колишній театр) (кін. 20 — поч. 30—х рр. ХХ ст.), а також чоловіча гімназія ХХ ст.
Поруч, в сусідньому селі Піщаний Брід (колонія Шпеєр) залишилась кірха середини XIX ст., нині Свято-Покровський храм, який було відновлено за кошти прихожан, благодійників і людей доброї волі. В храмі є чудові святині — ікони Господа Ісуса Христа, Пресвятої Богородиці, Святого Миколая, Святе Розп'яття. У 1994 році було побудовано нову дзвіницю та встановлено дзвони, а у 1997 році виготовлено 4-х ярусний іконостас. Біля храму є трапезна на 100 осіб, а церковна бібліотека налічує близько 1000 книг. Тут відбувається щорічне Храмове свято Покрова — 14 жовтня.
Між селами Широколанівка та Веселинове знаходиться ще одне значне, колись, німецьке поселення — Ватерлоо (нині це село Ставки). Засноване воно було у 1828 році і носило таку назву до закінчення німецько-радянської війни, а 1 вересня 1946 року його було перейменовано у Ставки. Перебуваючи в цьому населеному пункті можна відвідати дуже цікаве та незвичне місце — страусину ферму «Саванну». Ця ферма займається розведенням африканських страусів. Поголів'я ферми вже становить більше 100 птахів різного віку. Ферма функціонує з осені 2004 року і вважається однією з найбільших на півдні України.
Серед перлин південного степу особливо вирізняється розташоване на берегах річки Південний Буг Варюшинське лісництво (с. Варюшине) Воно являє собою насадження, що складаються в основному із сосни Кримської — справжньої лісової красуні. Враховуючи велике значення таких насаджень в степу, Варюшинське лісництво було визначено рішенням облвиконкому в 1973 році як заказник місцевого значення. Ці заповідні насадження виконують ґрунтозахисну та водоохоронну функції. Площа лісництва становить 1410 га, із них лісових земель — 1285 га.
Справжнім чудом Веселинівського району і досі залишається природне джерело, вода якого має цілющі якості і використовується для лікування (знаходиться воно на території Покровської сільської ради).

## Політика
25 травня 2014 року відбулися Президентські вибори України. У межах Веселинівського району було створено 28 виборчих дільниць. Явка на виборах складала — 53,53% (проголосували 9 747 із 18 208 виборців). Найбільшу кількість голосів отримав Петро Порошенко — 43,55% (4 245 виборців); Юлія Тимошенко — 13,08% (1 275 виборців), Сергій Тігіпко — 11,13% (1 085 виборців), Вадим Рабінович — 6,48% (632 виборців), Олег Ляшко — 6,46% (630 виборців). Решта кандидатів набрали меншу кількість голосів. Кількість недійсних або зіпсованих бюлетенів — 2,65%.